# Lycée Stéphane-Hessel (Toulouse)
Pour les articles homonymes, voir Lycée Stéphane-Hessel.
Le lycée Stéphane-Hessel est un lycée public, situé à Toulouse, qui accueille environ 2400 élèves et étudiants. Le lycée a été construit en 1978 par le conseil général sous le nom du lycée Jolimont. Il fut rebaptisé lycée Stéphane-Hessel pour l’année scolaire 2014-2015. Il porte le nom de Stéphane Hessel, résistant et auteur du livre Indignez-vous !. Il comprend un lycée professionnel, un lycée général et technologique et un centre de formation d'apprentis  (CFA).

## L'histoire
Le lycée Jolimont a ouvert ses portes le 1er octobre 1978. Il a été construit par le Conseil Régional Midi-Pyrénées. Jolimont est le nom du quartier dans lequel il est situé. Le premier chef d'établissement du lycée technique était M. Bacabe, celui du lycée professionnel était M. Granero. 
À la rentrée de septembre 2001, il n'y a plus qu'un seul proviseur, M. Chery, également directeur du CFA. Les parties technologiques et professionnelles sont rassemblées. À la rentrée 2013, le lycée a intégré les séries générales : L - ES - S. À cette occasion, le changement de nom du lycée a été décidé et le nom de Stéphane Hessel a été choisi. À la rentrée 2014, le Lycée technologique Jolimont et le Lycée professionnel Jolimont ont été rebaptisés Lycée général et technologique Stéphane-Hessel et Lycée professionnel Stéphane Hessel. Ce nouveau patronyme a été inauguré lors du printemps (manifestation culturelle de l'établissement au mois de mars) par Mme Hessel.

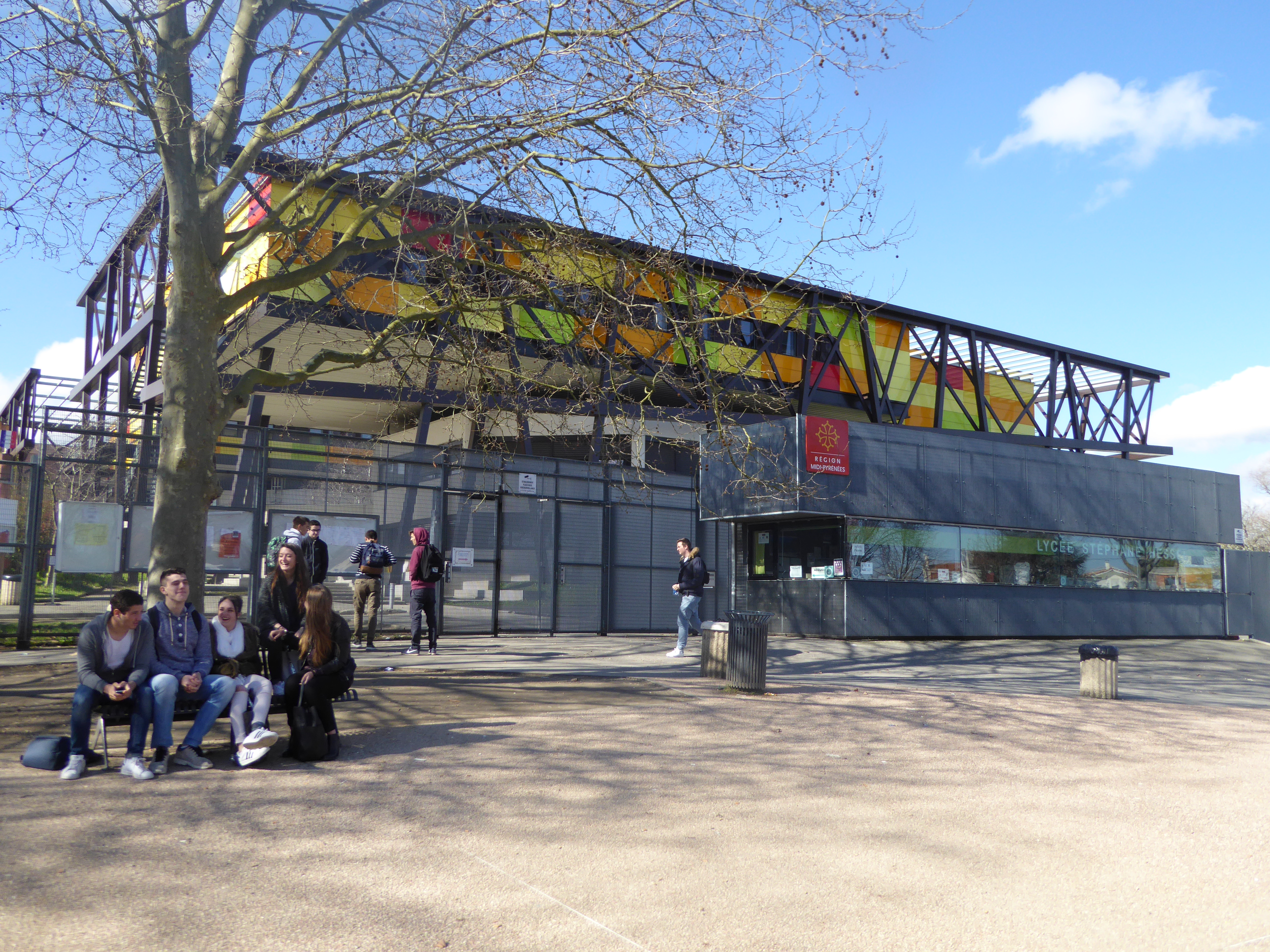
Lycée Stephane Hessel de Toulouse

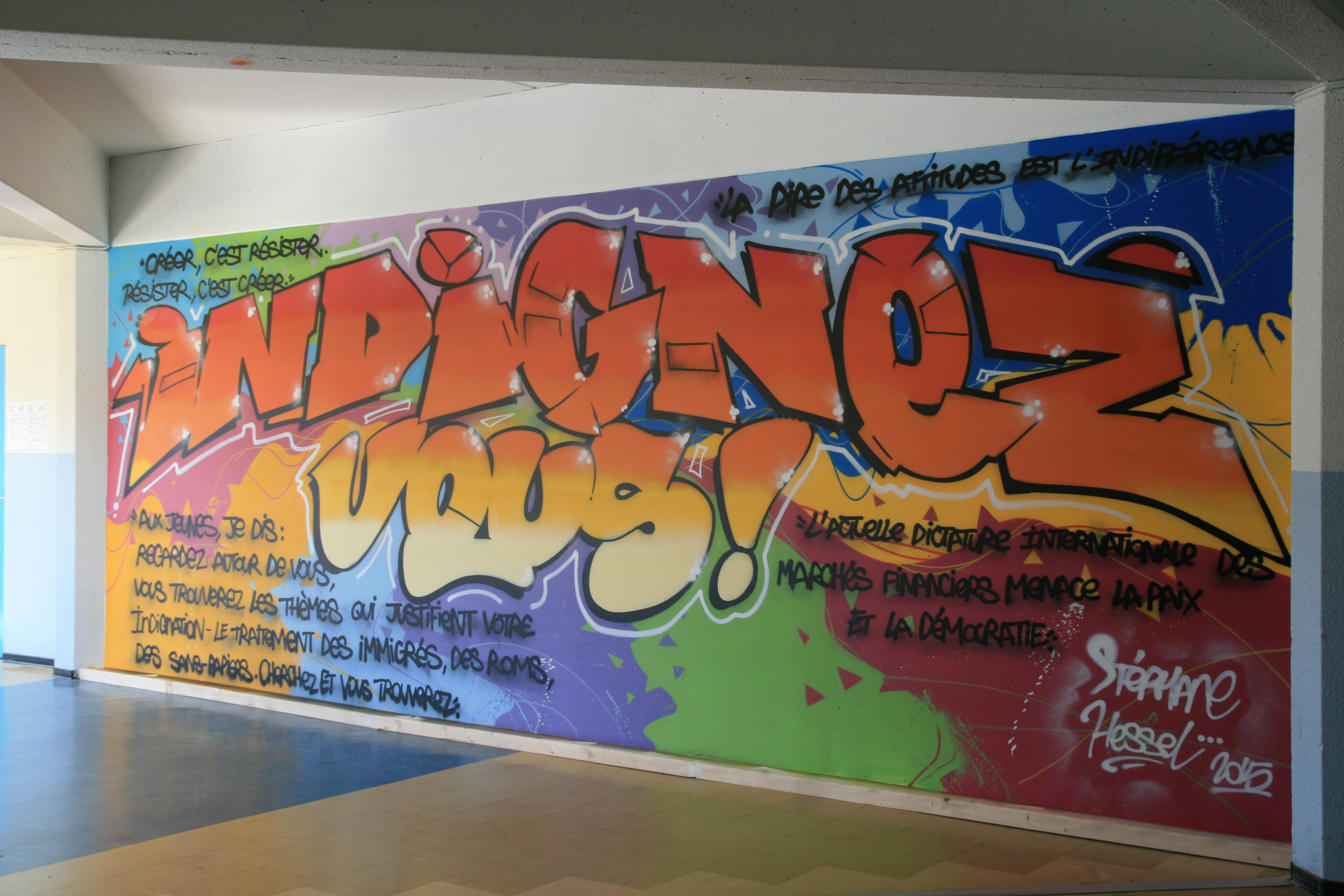
Décoration murale

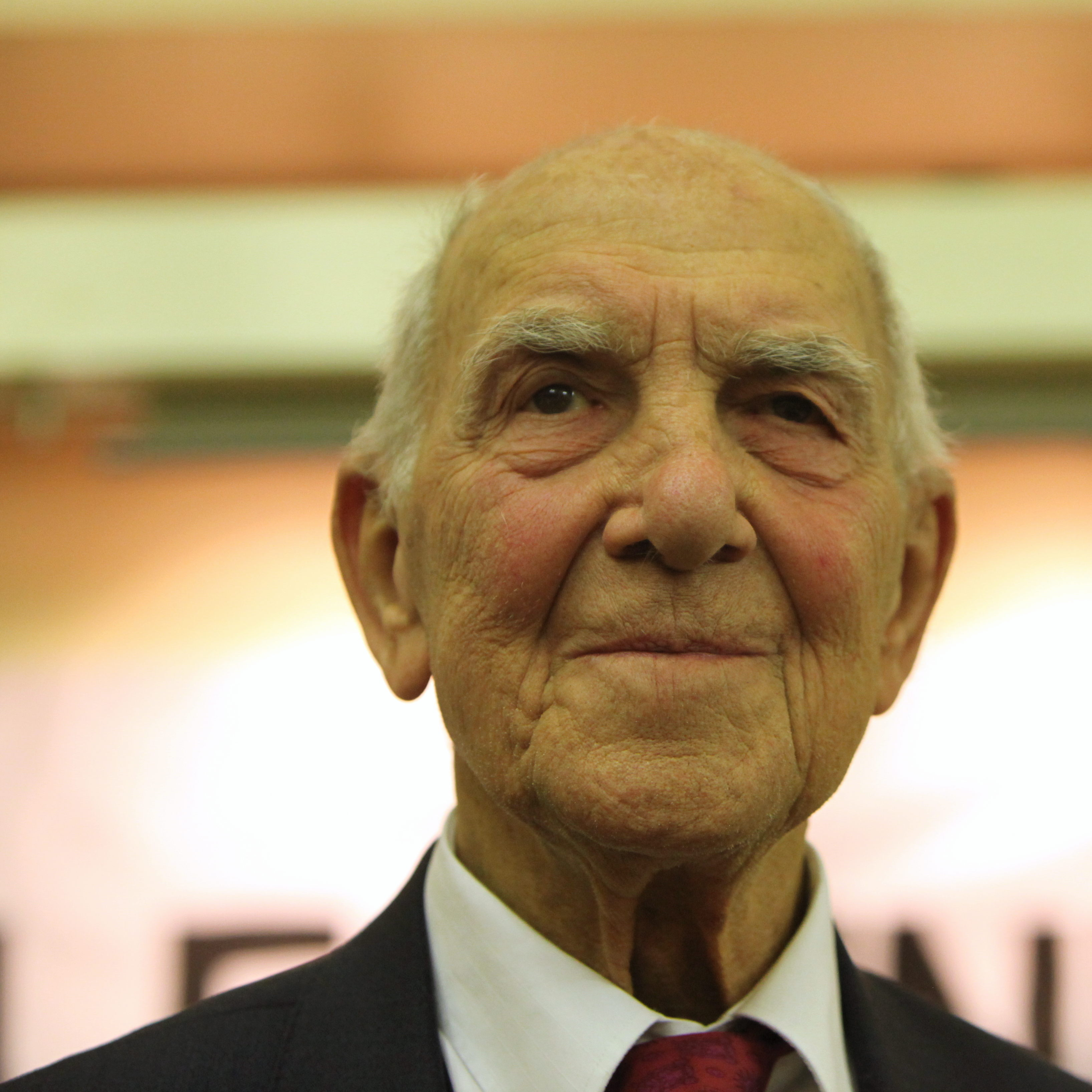
Stéphane Hessel

## Formations[2]
Le Lycée Stéphane-Hessel contient 3 établissements distincts, dirigés par un proviseur unique : le lycée général et technologique, le lycée professionnel et le centre de formation des apprentis. L'ensemble est appelé "le grand lycée".
- Formations générales et technologiques
  - Formations générales
    - Baccalauréat Général, les spécialités proposées sont :
      - Mathématiques
      - Physique - Chimie
      - Sciences de l'Ingénieur
      - Sciences de la Vie et de la Terre
      - Numérique et Sciences Informatiques
      - Histoire, Géographie & Géopolitique
      - Humanités, Littérature & Philosophie
      - Sciences Economiques et Sociales
      - LLCE Anglais

  - Formations technologiques
    - Baccalauréat STI2D (Sciences et technologies de l’industrie et du développement durable)
      - Énergies et Environnement
      - Innovation technologiques et Éco-conception
      - Systèmes d’information et Numérique

    - STL Biotechnologies
    - ST2S (Sciences et technologies de la santé et du social)

Durée : 2 ans (Première et Terminale)
- Formations professionnelles
  - BTS (Brevet de technicien supérieur)
    - Technico-commercial
    - Analyses biologiques et médicales
    - Services et prestations des secteurs sanitaire et social (SP3S)

Durée : 2 ans 
- - CFA[3]
    - Métiers de l'imprimerie
    - 5 autres unités de formation

### Sport étude
Le lycée accueille des élèves des pôles espoir rugby (masculin et féminin) et judo.

## Personnel
- Proviseure : Dominique Etienne
- Proviseure Adjointe LGT : Karine Bouiller
- Proviseur Adjoint LP : Philippe Capus

## L'internat
L'internat compte 6  blocs pouvant accueillir 50 personnes par bloc. Il y a donc 300 internes dont 150 filles et 150 garçons.

## Résultats

### Performance générale
| Séries                             | 2021 |
| ---------------------------------- | ---- |
| Stephane Hessel - toutes séries    | 98%  |
| Attendu académique - toutes séries | 98%  |
| Stephane Hessel - Générale         | 98%  |
| Stephane Hessel - STI2D            | 95%  |
| Stephane Hessel - STL              | 97%  |
| Stephane Hessel - ST2S             | 100% |
| Stephane Hessel - STMG             | 97%  |

### Événements
Dans le cadre des Défis solaires 2015, le Grand Lycée décroche la première place au classement général pour la 3e année consécutive,.
Le lycée Stéphane Hessel a également gagné le Trophée des Lycées organisé par l'émission "Question pour un Champion" par le biais de son candidat William Aldridge, élève de la Terminale S3.